# Cyanidiaceae
Cyanidiaceae es una pequeña familia de algas Cyanidiophyceae conformada por dos especies de algas unicelulares haploides de organización extremadamente simple, pues contienen un solo cloroplasto y una mitocondria. 
Se caracterizan por no poseer flagelos ni vacuola. La falta de pared celular determina que tengan una forma esférica, similar a burbujas que muestran un cloroplasto verde o turquesa. Su pequeño tamaño propició que los investigadores las confundiesen con cianobacterias.
Son termoacidófilas, por lo que habitan en aguas termales con temperaturas entre 42 y 45 °C, y una ácidez con pH entre 1 y 4. 
A diferencia del metabolismo mixótrofo de Galdieriaceae, Cyanidiaceae son algas fotoautótrofas obligadas.

## Cyanidium
Con una sola especie: Cyanidium caldarium. Tiene un tamaño de 3 a 5μ. Puede presentar el pigmento rojo ficoeritrina, sin embargo, predomina el color verde azulado que le da la clorofila a (verde) y la ficocianina (azul). Su reproducción es mediante endosporas, formándose cuatro células hijas.

## Cyanidioschyzon
Igualmente con una sola especie: Cyanidioschyzon merolae, considerada "ultrapequeña" con solo 2μ de tamaño. Vive en aguas termales de ácido sulfúrico. Su reproducción es asexual por división simple. Presenta una variedad simple de pigmentos: clorofila a, betacaroteno y zeaxantina.